# San Pedro Nuevo
San Pedro Nuevo es un pueblo del municipio de Etchojoa, ubicado en el sur del estado mexicano de Sonora en la zona del valle del Mayo. Según los datos del Censo de Población y Vivienda realizado en 2020 por el Instituto Nacional de Estadística y Geografía (INEGI), San Pedro Nuevo tiene un total de 1563 habitantes.

## Geografía
San Pedro Nuevo se sitúa en las coordenadas geográficas 27°01'14" de latitud norte y 109°37'53" de longitud oeste del meridiano de Greenwich, a una elevación de 20 metros sobre el nivel del mar.